# バダフシャーン

バダフシャーンの領域

バダフシャーン（パシュトー語/ペルシア語:  بدخشان、タジク語: Бадахшон、ロシア語: Бадахшан）は、アフガニスタンとタジキスタンにまたがる中央アジアの地域名。パミール高原西部に位置し、パンジ川と呼ばれるアム川上流域両岸の山岳地帯を指す。アフガニスタンのバダフシャーン州、タジキスタンのゴルノ・バダフシャン自治州（山岳バダフシャン自治州）は、この地域に含まれる。

## 地理

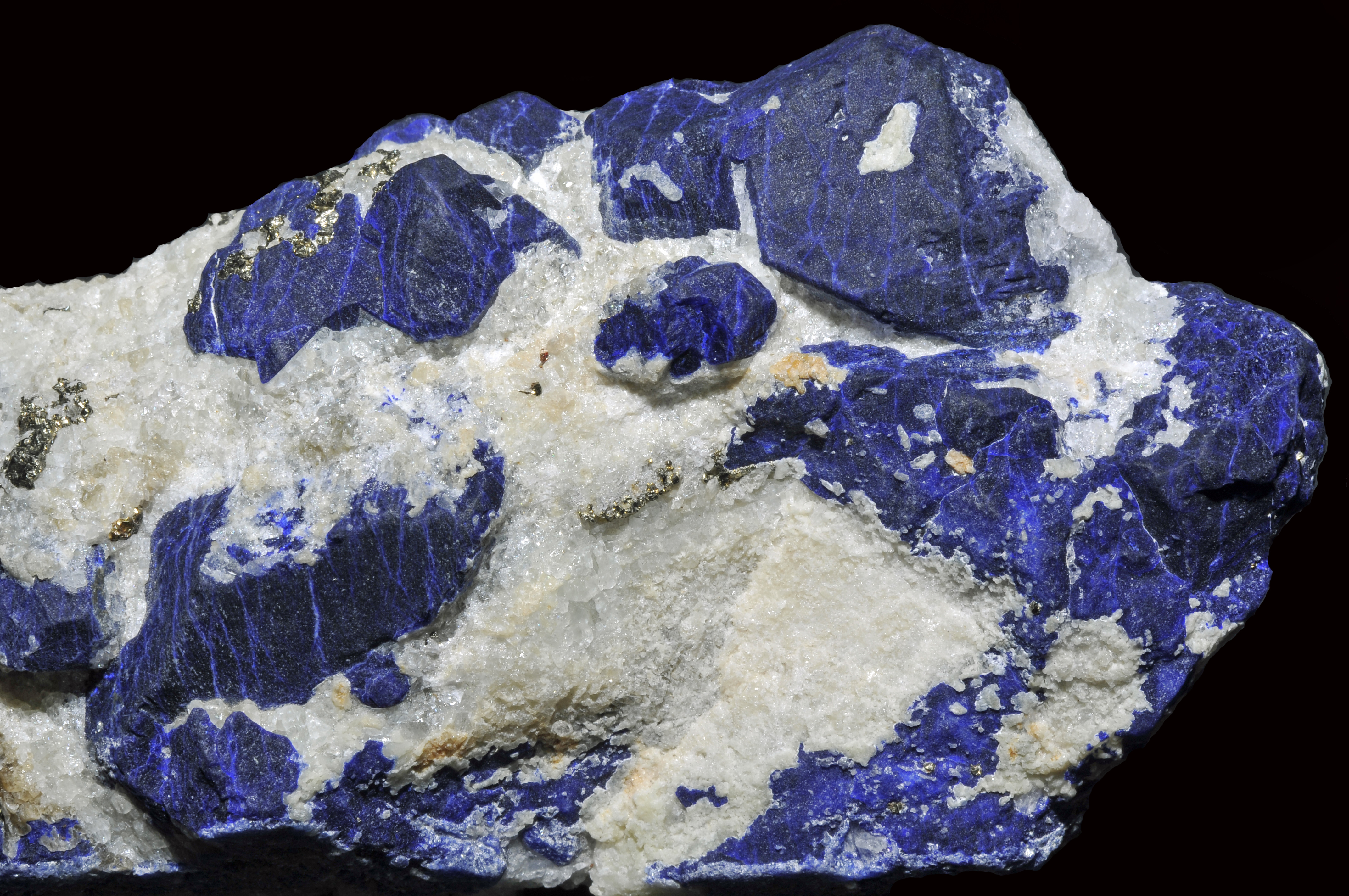
バダフシャーン州で採取された青金石（ラズライト）

バダフシャーンは周辺を高い山々に囲まれた高原地帯で、ヒンドゥークシュ山脈の支脈が屹立している。パキスタン・カシミールとの往来は、ワハーン回廊が利用された。
バダフシャーンは高山気候に属し、標高と山脈の配置によって東西で気候は異なる。西部は比較的降水量が多く、最も気温が高い7月でも最高気温が16度を超えることは少ない。バダフシャーン西部を訪れた旅行家・探検家はこの土地の快適な気候を書きとめ、ムガル帝国の創始者バーブルは著書『バーブル・ナーマ』でバダフシャーン西部の美しい自然を賞賛した。東部は乾燥した気候にあり、7月の平均気温は10-12度の範囲に収まる。バダフシャーンの年間降水量の平均値は130mmから150mmほどで、標高2000mまでの地域は比較的降水量が多い。冬季の長さは4-5か月ほどであるが高山地帯では6-7か月に及ぶ長さで、厳しい寒さに襲われ、標高5,500m以上の高地には万年雪が積もる。
バダフシャーンの内部は平坦な頂上部と石ころの多い斜面を持つ山塊で構成され、渓谷の底には河川が流れる。峡谷の標高は1000mを超え、その間に農村が集中している。アフガニスタンのバダフシャーン州とタジキスタンのゴルノ・バダフシャン自治州は、パンジ川で隔てられている。ヒンドゥークシュ山脈の支脈の一つであるクフ・イ・ラル山脈とパンジ川の間にはシヴェ（シヴァ）、デュト・イ・イシュという広大な平野が広がり、牧草地としても知られている。バダフシャーンに農耕に適した土地は少なく、大部分の地域の地表には花崗岩、片麻岩が露出し、一部の地域では土壌がそれらの岩石を覆っている。クンドゥズ川両岸の河岸段丘はダシュトと呼ばれ、わずかに生えている植物を利用した放牧が行われている。
古来からバダフシャーンはルビー、ラピスラズリの産出地として知られ、この地で採取される宝石類は地名の語源に何らかの関連があると考えられている。バダフシャーンは鉱物資源に富み、鉄、硫黄、金、銀などの鉱脈が発見され、河川では銅の鉱床も発見されている。石綿（アスベスト）も古代から知られるバダフシャーンの特産品の一つであり、ヨーロッパ方面に輸出されて遺体に巻きつける布（サワン）に加工された。

## 民族
バダフシャーンにはタジク人、キルギス人、パミール人が居住し、牧畜・農業を営んでいる。ほか、少数のパシュトゥーン人、インド系の民族、アラブ人が居住する。
パミール人の多くはイスマーイール派を信仰し、タジキスタン側の地域ではイスマーイール派の指導者が主催するアーガー・ハーン財団によるNGO活動が行われている。11世紀に詩人ナースィル・ホスローによってバダフシャーンにイスマーイール派が広められたと伝えられており、バダフシャーンではナースィル・ホスローは精神的指導者として崇拝されている。ファイザーバード南東のコクチャ川上流のヤムガーン遺跡には、ナースィル・ホスローの墓が建立されている。イスマーイール派以外にスンナ派、シーア派も信仰され、言語と習慣の中には太陽信仰やゾロアスター教の名残も見られる。

## 歴史
アム川とコクチャ川の合流地点の近辺にはインダス文明に属する遺跡が多く存在し、その一つのショールトゥーガイ遺跡はラピスラズリなどの貴石の交易に関係していたと考えられている。
アケメネス朝時代のバダフシャーンには遊牧民族のスキタイ人が居住し、遊牧・半遊牧生活を保持しながらも土着のイラン系住民の文化やゾロアスター教を取り入れていた。アム川とコクチャ川の合流地点に建てられたアイ・ハヌム遺跡は東方でもっともギリシャ的色彩を色濃く残したヘレニズム建築で、マケドニア王国のアレクサンドロス3世によって建てられたと言われている。
交通の要衝に位置し、遊牧集団が集結するバダフシャーンの地の利を受け、エフタルが台頭する。5世紀にエフタルはサーサーン朝の王ペーローズ1世を敗死させ、タリム盆地、ソグディアナ、ガンダーラに勢力を広げた。サーサーン朝は天山山脈北方に進出した西突厥と同盟してエフタルを破り、勢力が衰退したエフタルはバダフシャーンに退いた。唐の僧侶・玄奘がバダフシャーン近辺で会った遊牧民ヒマタラ（呬摩旦羅）はエフタルの末裔だと考えられている。
バダフシャーンは高山によって外界から隔離された環境下にあり、長らく半独立の勢力が割拠していた。渓谷によって隔離された空間に多くの小勢力が形成され、しだいに緩やかな統一体へと変化していった。ムガル帝国などの外部の国家は、東西を結ぶ交易路上に位置するバダフシャーンを支配下に収めようと試みた。1220年から1221年の間にバダフシャーンはモンゴル帝国の攻撃を受け、13世紀末から14世紀初頭にかけてチャガタイ・ハン国の支配下に置かれる。マルコ・ポーロの『東方見聞録』にはルビーとラピスラズリを産し、アレクサンドロス3世とアケメネス朝の王女の間に生まれた子の一族が支配する「バラシアン」という土地が記されており、この地はバダフシャーンを指すと考えられている。1368年にはティムールの攻撃を受けた。15世紀半ばにティムール朝のアブー・サイードに征服されるまでの間、アレクサンドロス3世の子孫を自称する王がバダフシャーンを支配していた。
バダフシャーンは長らく中継貿易の拠点として繁栄していたが、海上交易が発展した16世紀以降、国際経済におけるバダフシャーンの地位は次第に低下していく。16世紀にバダフシャーンは中央アジアのウズベク国家に併合されるが、現地の住民によって軍隊は追放され、再び旧王朝の子孫によって統治された。17世紀にバダフシャーンは再びウズベクに征服され、アレクサンドロス3世の子孫を自称するウズベクの指導者ヤール・ベクはファイザーバードで独立した政権を建てた。1822年にクンドゥーズの支配者ムラード・ベクはファイザーバードを占領し、ミールザー・カラーンにバダフシャーンの統治を命じた。ムラード・ベクの死後にミールザー・カラーンは独立し、一時はクンドゥーズを併合するが、やがてアフガニスタンのバーラクザイ朝に圧迫される。バダフシャーンの支配者はバーラクザイ朝の干渉によって廃位され、1889年にバーラクザイ朝のアブドゥッラフマーン・ハーンによってバダフシャーンはアフガニスタンに併合された。1895年にロシアとイギリスの間で締結された協定によって河川がアフガニスタンとロシアの国境に定められ、以後アム川を境にバダフシャーンが政治的に分断された状態が続く。